# Hétcsillagos szálloda
A hétcsillagos szálloda fogalma először a dubaji Burdzs al-Arab kapcsán merült fel. A szállodákat világszerte hagyományosan egytől ötig terjedő skálán értékelik a szolgáltatások minősége és választéka szempontjából, kiterjedt kritériumlistával, bár a minősítés eléréséhez szükséges színvonal mértéke és megítélése országonként változó lehet. A hétcsillagos besorolás így nem hivatalos, legtöbbször a szállodák maguk reklámozzák így a szolgáltatásaik minőségét, bár a Burdzs al-Arab például tagadja, hogy így reklámozná magát.

## Hétcsillagosnak tartott szállodák

### Burdzs al-Arab

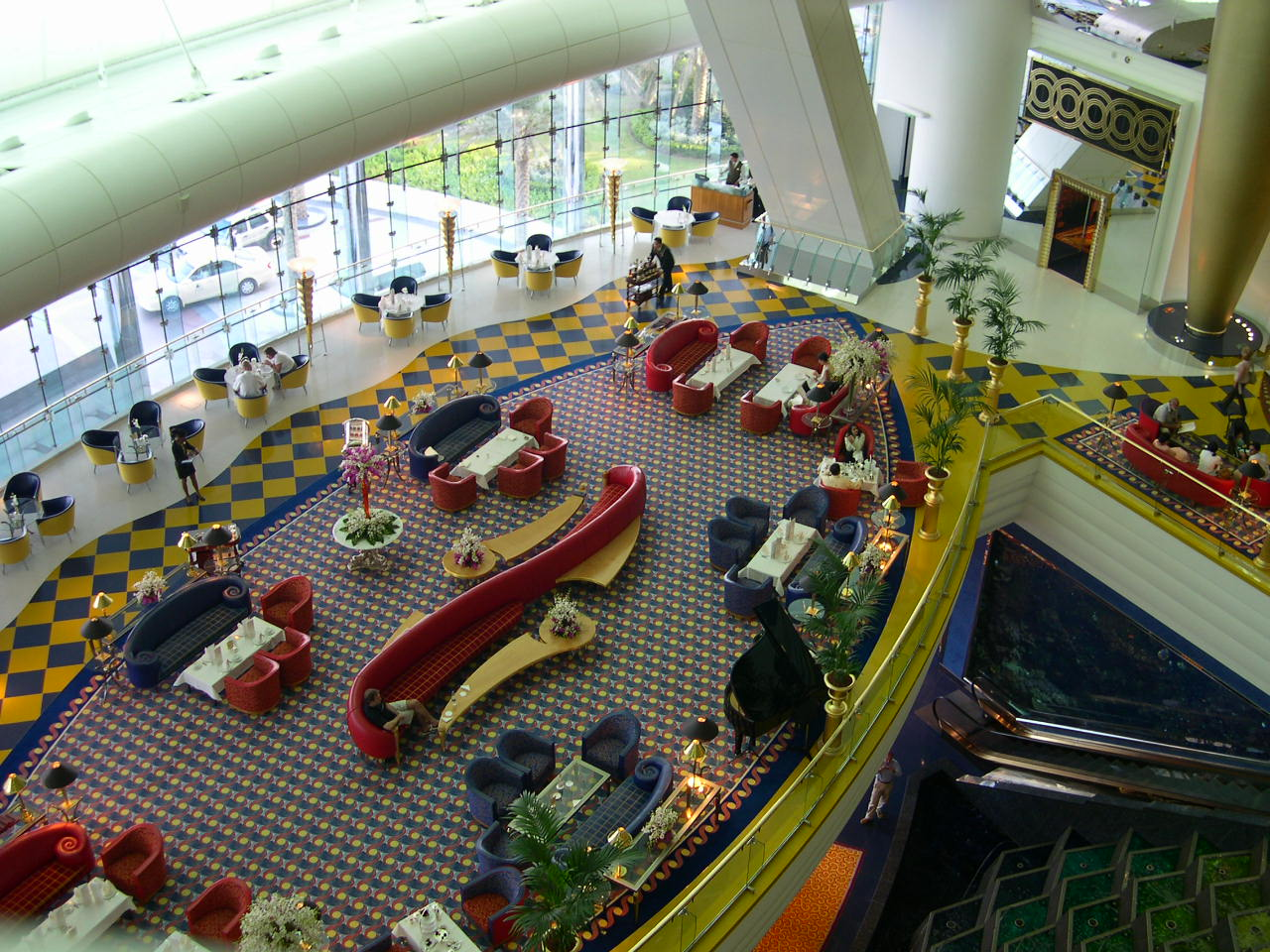
A Burdzs al-Arab belül

A dubaji Burdzs al-Arab 321 méter magas és egy mesterséges szigeten áll. 60 emeletén 202 luxusapartman található.

### Town House Galleria
Az olaszországi Milánóban található Town House Galleria hét lakosztályához személyi lakáj is jár, egy éjszaka ára a 4000 eurót is elérheti.

### Morgan Plaza (Pangu 7 Star Hotel)
A Pangu 7 Star Hotel Pekingben található, a Madárfészeknek becézett Pekingi Nemzeti Stadionhoz közel. A 234 szobás szálloda Peking első hétcsillagos hoteleként hirdeti magát.

### Rixos Premium Belek
A törökországi Belek településen, Antalya városától nem messze található Rixos Premium Belek Törökország első hétcsillagos szállodájaként hirdeti magát. A 9756 m²-en elterülő szállodában törökfürdő, saját vízipark és 12 étterem is található.